# Brendan Croker and the 5 O'Clock Shadows
| Recensione | Giudizio |
| ---------- | -------- |
| AllMusic   |          |

Brendan Croker and the 5 O'Clock Shadows è il terzo e ultimo album in studio del gruppo musicale britannico Brendan Croker & the 5 O’Clock Shadows.
L'album venne registrato presso gli studi KGM di Wakefield, nel West Yorkshire, Matrix, The Fletcherdrome e Home of the Blues di Londra, e pubblicato nel 1989; il tecnico del suono è Kenny Jones.
La copertina riproduce una fotografia di Keith Morris.

## Tracce
Testi e musiche di Brendan Croker, eccetto dove indicato.
1. No Money At All – 3:38
2. You Don't Need Me Here – 3:26
3. Shine On – 4:28
4. This Man – 3:19
5. Wrong Decision – 4:11
6. That's Why I'm Leaving Here – 2:26
7. All Mixed Up – 3:42 (tradizionale)
8. This Kind Of Life – 3:19
9. My Government – 3:17
10. Ain't Gonna Smile – 3:11
11. Just An Old Waltz – 2:58
12. Mister – 4:17
13. Coconut Tree – 4:10 (tradizionale)

## Formazione

### Brendan Croker & the 5 O'Clock Shadows
- Brendan Croker - voce, chitarre
- Mark Creswell - chitarre
- Marcus Cliffe - basso

### Altri musicisti
- Steve Goulding - batteria
- Preston Heyman - percussioni
- Alan Clark - organo hammond
- Molly Duncan - sassofono
- Martin Drover - tromba
- Neil Sidwell - trombone
- Guy Fletcher - tastiere
- John Porter – chitarre, programming, batteria
- Mark Knopfler – chitarre in No Money At All
- Rob Mason – armonica in All Mixed Up
- Tessa Niles – cori in Shine On
- Katie Kissoon – cori in Shine On
- Tanita Tikaram – voce in That's Why I'm Leaving Here
- Eric Clapton – voce in This Kind Of Life
- Steve Phillips – voce in Just An Old Waltz